# Canale Poarta Albă-Midia Năvodari

In rosso è stato indicato il canale

Il canale Poarta Albă-Midia Navodari (in rumeno Canal Poarta Albă-Midia Năvodari) è un canale artificiale navigabile della Romania nel distretto di Costanza.
 Esso ha una lunghezza di 27,5 km ed il km 0 è situato presso il porto Midia vicino Năvodari, e confluisce nel più grande canale Danubio-Mar Nero al km 29+41 di questo, nei pressi della cittadina di Poarta Albă.(Tutta la storia per la sua realizzazione si lega a quest'altro progetto per cui si consiglia di vedere anche questa voce).
 Il pescaggio massimo consentito è di 3,8 m per tutte le imbarcazioni che lo attraversano che possono essere sia fluviali che marittime, ma lunghe fino 120 m. Al km 3 esiste una biforcazione con un altro canale di 5,5 km che lega con Porto Luminiza, ma che è comunque parte integrante di tutto questo canale. È stato inaugurato nel 1987 durante il regime di Nicolae Ceaușescu che della realizzazione di questa opera colossale Danubio-Mar Nero aveva fatto un punto importante della sua politica.